# Зенкеров орган
Зенкеров орган (англ. Zenker organ) — часть копулятивного аппарата самцов остракод из подотряда Cypridocopina. Представляет собой две хитиновых трубки со сложной скульптурой в виде гребней, каждая из которых входит в состав соответствующего семявыносящего протока. За счет мышечных сокращений зенкеров орган во время спаривания прокачивает гигантские сперматозоиды, характерные для данной группы остракод. Хорошо сохраняется в ископаемом состоянии.